# Коле Шара (Терамо)
Коле Шара (итал. Colle Sciarra) је насеље у Италији у округу Терамо, региону Абруцо.
Према процени из 2011. у насељу је живело 99 становника. Насеље се налази на надморској висини од 221 м.